# Ligustrum robustum
Ligustrum robustum ist eine Pflanzenart aus der Gattung Liguster innerhalb der Familie der Ölbaumgewächse (Oleaceae). Sie besitzt indigene Vorkommen in Südostasien und ist außerhalb ihrer natürlichen Heimat vielfach angepflanzt worden und dort verwildert. Neophytische Vorkommen auf der Inselgruppe der Maskarenen, insbesondere auf der Insel Réunion, gelten dort als eine ernsthafte Bedrohung der Biodiversität. Ligustrum robustum wurde daher in die Liste 100 of the World’s Worst Invasive Alien Species der Internationalen Naturschutzunion IUCN aufgenommen.

## Beschreibung

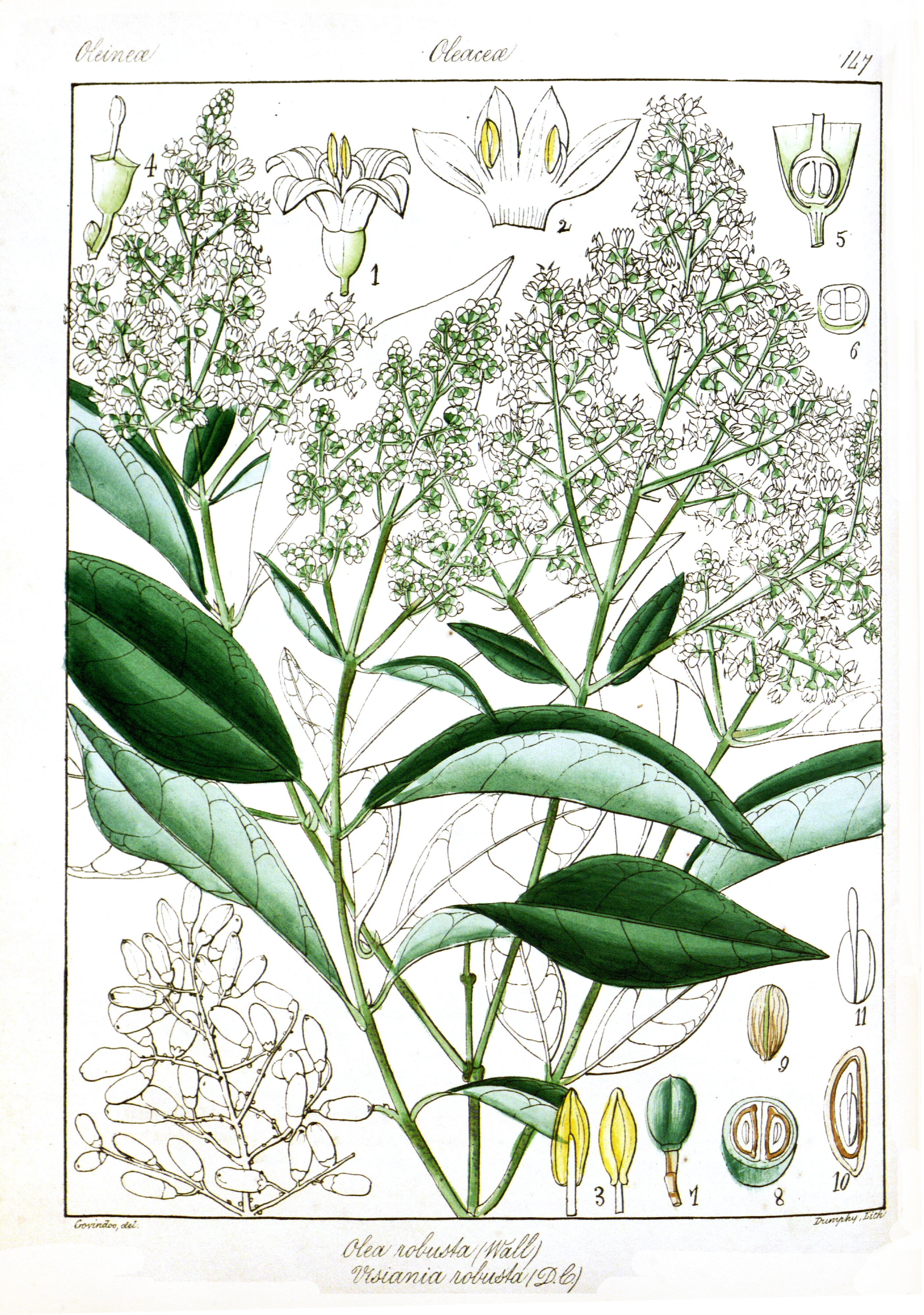
Illustration von Ligustrum robustum
(Historische Lithografie, 1854)

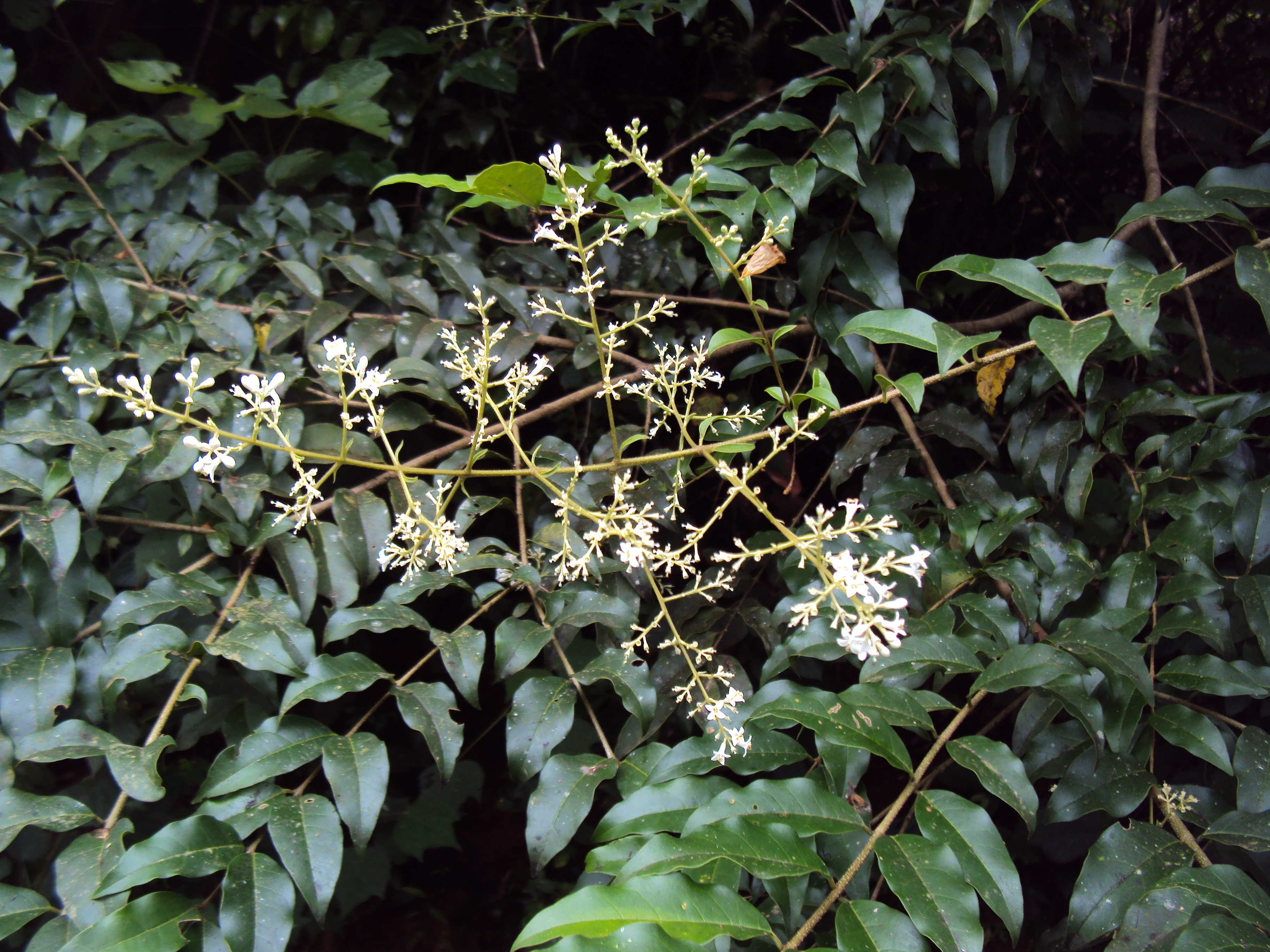
Zweige mit gegenständigen Laubblättern und Blütenstand von Ligustrum robustum subsp. walkeri

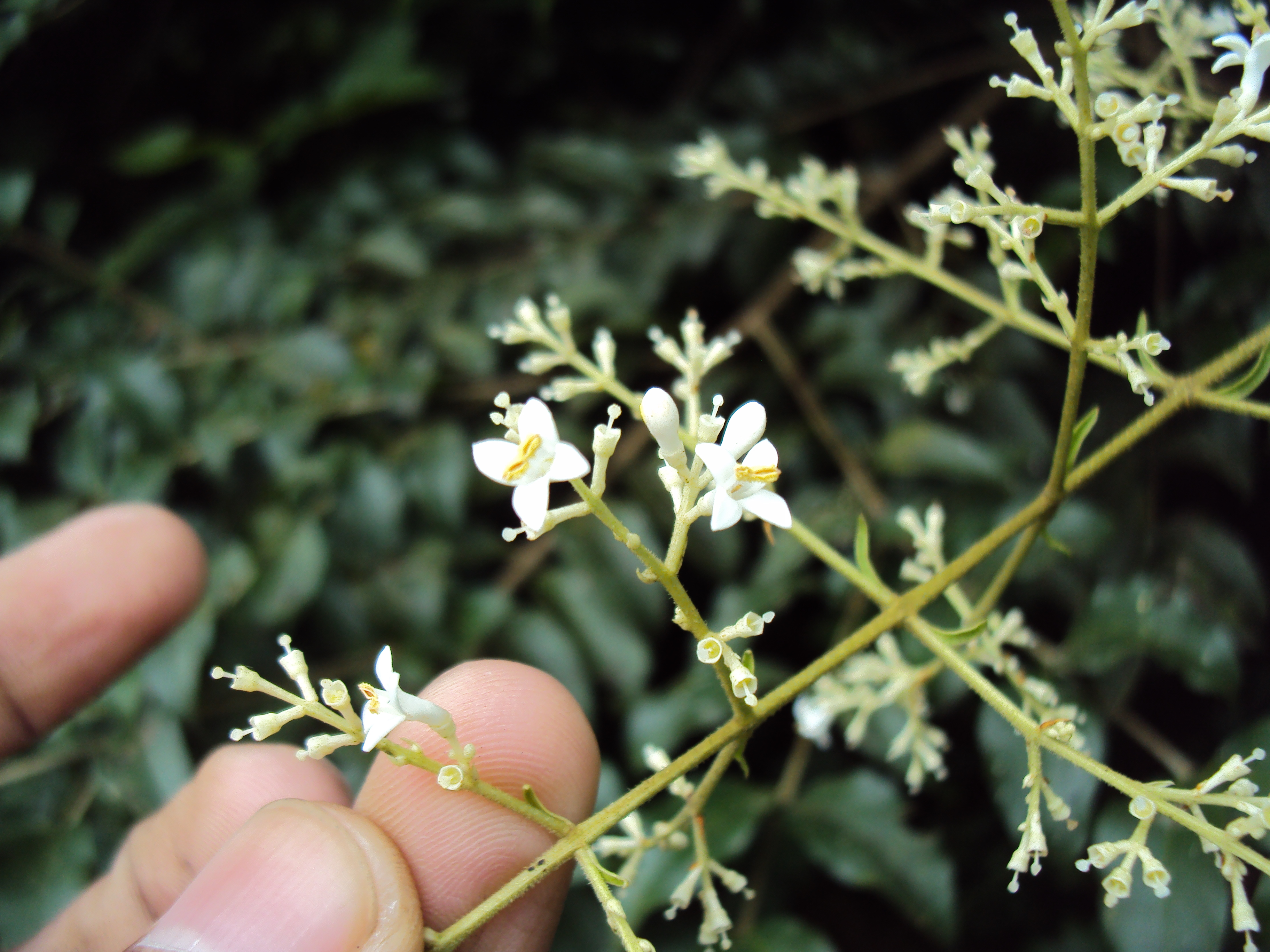
Blüten

### Vegetative Merkmale
Ligustrum robustum ist ein Strauch oder kleiner Baum mit einer maximalen Wuchshöhe von 5 bis 8 Metern. Junge Knospen sind flaumig behaart oder kahl.
Die gegenständig angeordneten Laubblätter sind in Blattstiel und -spreite gegliedert. Der Blattstiel ist 0,2 bis 1,5 Zentimeter lang. Die etwas ledrige, kahle, einfache Blattspreite ist bei einer Länge von 4 bis 8 (bis 14) Zentimetern sowie einer Breite von 2 bis 6 Zentimetern elliptisch-lanzettlich mit keilförmiger Spreitenbasis und stachelspitzigem oberen Ende, der Blattrand ist ganzrandig. Die fünf bis neun Blattnervenpaare sind auf der Unterseite leicht hervortretend.

### Generative Merkmale
Die Blüten sitzen in Gruppen in endständigen, lockeren, traubigen bis zymösen Blütenständen von 5 bis 20 Zentimeter Länge, selten darüber, die behaart bis fast kahl sind. Hochblätter fehlen meist, wenn sie vorhanden sind, sind sie bei einer Länge von 0,5 bis 1,5 Millimeter eiförmig oder lanzettlich. Der flaumig behaarte Blütenstiel ist 1 bis 3 Millimeter lang.
Die Blüten sind 5 bis 6 Millimeter lang. Die zwittrigen Blüten sind radiärsymmetrisch und vierzählig mit doppelter Blütenhülle. Der glockige Kelch besitzt eine weniger als 1 Millimeter lange Kelchröhre und 1 bis 2 Millimeter lange Zipfel, er ist kahl. Die vier weißen, 3 bis 5 Millimeter langen Kronblätter sind zu einer 1 bis knapp 2 Millimeter langen Kronröhre verwachsen. Der Fruchtknoten ist oberständig mit kurzem Griffel und großer kopfiger Narbe.
Die zylindrische, ein- bis zweisamige, beerenartige Steinfrucht ist bei einer Länge von 7 bis 10 Millimetern sowie bei einem Durchmesser von 3 bis 6 Millimetern nierenförmig bis eiförmig oder verkehrt-eiförmig und ist fast immer asymmetrisch. Die Früchte sind reif blau-purpurfarben.

## Ökologie
Ligustrum robustum kann sich, wie viele Ligusterarten, über bewurzelte Ausläufer auch vegetativ ausbreiten.
Die Ausbreitung der Diasporen erfolgt durch Vögel.

## Systematik
Ligustrum robustum wurde von William Roxburgh in seinem Werk Flora Indica, als Phillyrea robusta im Jahr 1820 erstbeschrieben. 1850 transferierte Carl Ludwig Blume sie in die Gattung Ligustrum.
Die Taxonomie dieser Art ist verworren. Insbesondere in Indien kommen zahlreiche variable Liguster-Sippen mit überlappendem Merkmalsspektrum vor, die von verschiedenen Botanikern als eigenständige Arten oder als Unterarten einer weit gefassten Sammelart Ligustrum robustum aufgefasst worden sind.
Meist werden die folgenden Unterarten unterschieden:
- Ligustrum robustum (Roxb.) Blume subsp. robustum: Sie ist in Nordostindien, Bangladesch, Myanmar, Thailand, Laos, Vietnam und Kambodscha verbreitet.
- Ligustrum robustum subsp. walkeri (Decne.) P.S.Green: Sie ein Endemit Sri Lankas und ist als Neophyt weithin verschleppt und eingebürgert.

Umstritten ist der Status folgender Unterarten:
- Ligustrum robustum subsp. chinense P.S.Green: Sie ist in China verbreitet. Möglicherweise handelt es sich um ein Synonym der Art Ligustrum expansum[5]
- Ligustrum robustum subsp. perrottetii (A.DC.) de Juana.[6]: Sie kommt nur im südwestlichen Indien vor. Diese Sippe wird von vielen Botanikern als eine eigenständige Art aufgefasst.

## Standorte
Ligustrum robustum gilt als Halbschattenpflanze, sie vermag im schattigen Unterwuchs von Wäldern aufzuwachsen, benötigt aber stärkere Belichtung zum Blühen und Fruchten. Sie wächst auf feuchten bis frischen Standorten, oft entlang der Ufer von Fließgewässern, und kann sich gut an gestörten Standorten wie Straßenrändern etablieren. Es ist eine Art des Hügellands bis in die submontane Höhenstufe in Höhenlagen von etwa 725 bis über 1500 Metern.

## Vorkommen auf den Maskarenen
Die Art Ligustrum robustum wurde ursprünglich Anfang des 20. Jahrhunderts als Zierstrauch auf die Insel Mauritius, erst viel später auch nach Réunion eingeführt und ist dort verwildert. Sie kommt heute nicht nur in vom Menschen gestörten Vegetationseinheiten vor, sondern vermag es, erfolgreich in die kleinen Reste natürlicher Vegetation auf den Inseln einzudringen und dort heimische Pflanzenarten zu verdrängen. Dies ist insbesondere auf Réunion ein Problem für den Artenschutz, da auf dieser Insel noch ausgedehnte Reste der ursprünglichen Vegetation erhalten geblieben sind (ca. 75.340 ha, das sind etwa 30 Prozent der ursprünglichen Ausdehnung). Auf Mauritius bildet die Art bereits sehr ausgedehnte, fast undurchdringliche, monokultur-artige Dickichte, die zusammen mit einigen anderen Neophyten der heimischen Pflanzenwelt in der Konkurrenz überlegen sind und diese verdrängen, eine entsprechende Entwicklung auch auf Réunion hat eingesetzt. Gewöhnliche Schutzmaßnahmen, wie die Ausweisung des Nationalparks Réunion können die Art, die von Vögeln verbreitet wird, nicht aufhalten. Die eingeschleppten Pflanzen werden Ligustrum robustum subsp. walkeri zugeordnet, die Beteiligung weiterer Sippen über Introgression wurde anhand genetischer Untersuchungen ausgeschlossen.
Die Bekämpfung von Ligustrum robustum erfolgt vor allem mechanisch, durch Ausgraben oder Ausreißen. Daneben werden auch Herbizide eingesetzt. Für eine biologische Bekämpfung werden einige natürliche Antagonisten getestet, diese ist aber bisher nicht einsatzreif.